# Coniopteryx rostrogonarcuata
Coniopteryx rostrogonarcuata är en insektsart som beskrevs av H. Aspöck och U. Aspöck 1968. Coniopteryx rostrogonarcuata ingår i släktet Coniopteryx och familjen vaxsländor. Inga underarter finns listade i Catalogue of Life.